# 우에노 요시하루
우에노 요시하루(일본어: 上野 良治, 1973년 4월 21일 ~ )는 일본의 전 축구 선수이다.

## 구단 경력
1994년 J1리그의 요코하마 마리노스(요코하마 F. 마리노스)에 입단했다. 2007년까지 287경기에 출전하여, 24득점을 넣었다. 1995년, 2003년, 2004년 3번의 J1리그 우승을 차지했다. 2007년후 현역 은퇴.

## 국가대표팀 경력
그는 2000년 6월 6일 자메이카과의 경기에서 일본 국가대표팀에 데뷔했다.

## 통계
| 일본 | 일본 | 일본 |
| 연도 | 출전 | 득점 |
| ---- | ---- | ---- |
| 2000 | 1    | 0    |
| 통산 | 1    | 0    |